# Olost
Olost ist eine katalanische Gemeinde (Municipio) mit 1.216 Einwohnern (Stand: 2024) in der Provinz Barcelona im Nordosten Spaniens. Sie liegt in der Comarca Osona. Zur Gemeinde gehört die Ortschaft Santa Creu de Jotglar.

## Geographie
Olost liegt etwa 71 Kilometer nördlich von Barcelona in einer Höhe von ca. 670 m. 

## Demografie
| 1900 | 1930 | 1950 | 1970 | 1981 | 1991 | 2001 | 2011 | 2021 |
| ---- | ---- | ---- | ---- | ---- | ---- | ---- | ---- | ---- |
| 908  | 1097 | 1130 | 904  | 961  | 960  | 1158 | 1194 | 1194 |

## Sehenswürdigkeiten
- Burgruine Olost

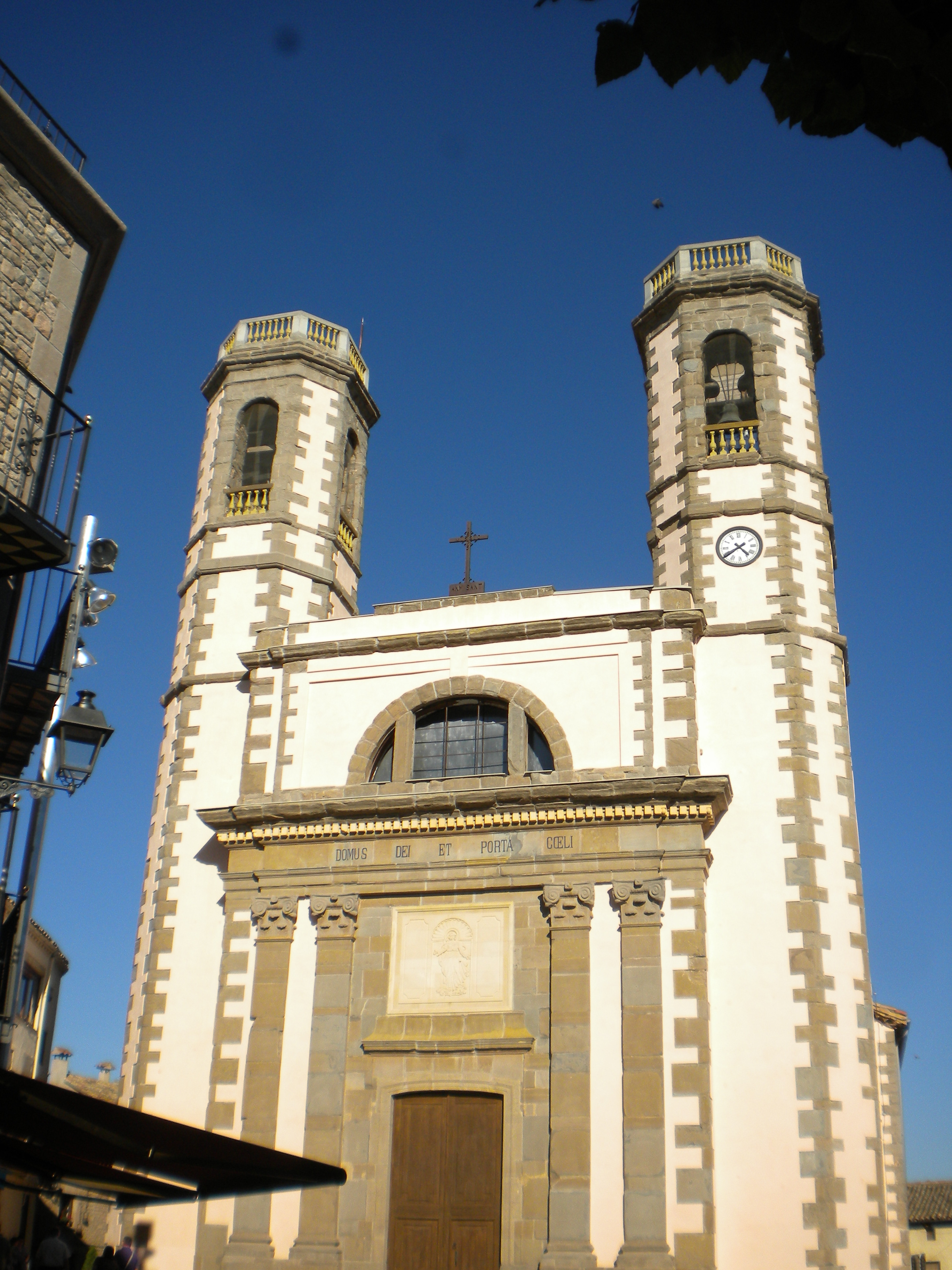
Marienkirche
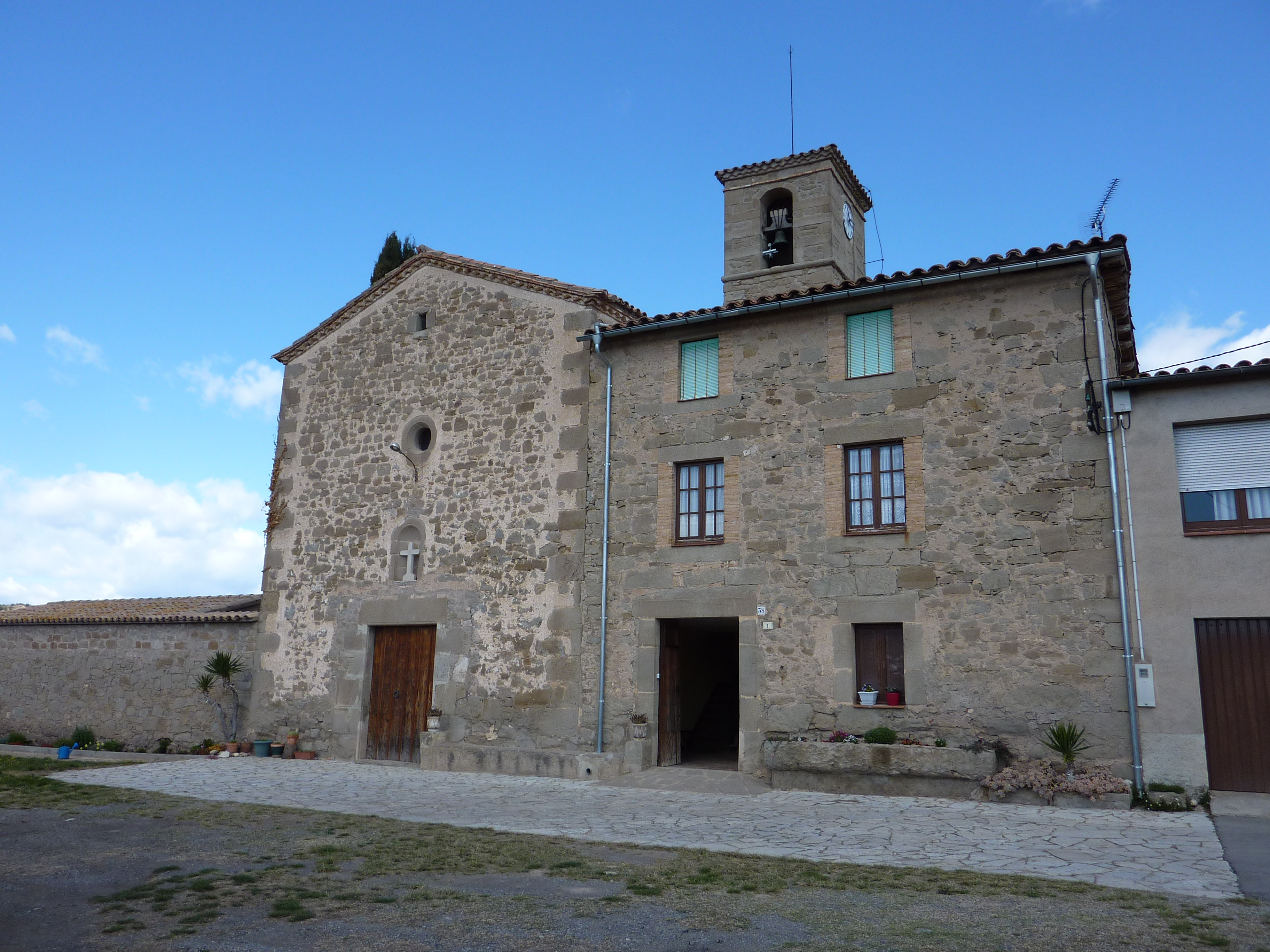
Kirche von Santa Creu de Jotglar

- Marienkirche
- Kirche von Santa Creu de Jotglar

## Persönlichkeiten
- Adjutorio Serrat (* 1955), Fußballspieler
- Gerard Farrés (* 1979), Motorradrennfahrer